# 若林強斎
若林 強斎（わかばやし きょうさい、1679年8月14日（延宝7年7月8日）‐ 1732年2月15日（享保17年1月20日））は、江戸時代中期に活躍した儒学者、神道家である。名は進居。通称は新七。別号に寛斎・自牧、神道号を守中という。山本復斎と並び浅見絅斎門の双璧と称された。

## 経歴・人物
京都に生まれ、浅見絅斎の門人となる。
山崎闇斎派（崎門学派）の朱子学を学び、また玉木正英から神道を受け、儒学と神道を兼学して「実践躬行」を唱えた。
絅斎の没後、尊敬する楠木正成に因み、京都で「望楠軒」と言う家塾を開き、西依成斎・小野鶴山・沢田一斎・竹内式部・山口春水等の門人を輩出した。晩年、大津錦織の地に一屋を借りて「滝津亭」と名付け、しばしば通って修養に励んだ。
昭和3年（1928年）、正五位を追贈された。

## 主な著作物
- 「家礼訓蒙疏」
- 「若林子（強斎）語録」